# OpenImageIO
OpenImageIO es una biblioteca de código abierto para leer y procesar imágenes. El soporte para diferentes formatos de imagen se realiza a través de complementos. El proyecto se distribuye con una licencia BSD modificada.

## Historia
El proyecto OpenImageIO comenzó como ImageIO, una IPA que formaba parte de Gelato, el software de renderizado desarrollado por nVidia. Se empezó a trabajar en ImageIO en 2002. En el mismo año, la especificación de la API y sus archivos de encabezado se publicaron bajo licencia BSD. En 2007, cuando se detuvo el proyecto Gelato, también se detuvo el desarrollo de ImageIO. Después de esto, Larry Gritz comenzó un nuevo proyecto: OpenImageIO .
En abril de 2009, OpenImageIO fue aceptado en el programa Google Summer of Code con cuatro espacios para estudiantes.
Septiembre de 2009 marcó el lanzamiento de Cloudy with a Chance of Meatballs, el primer largometraje en el cual OpenImageIO, junto con OpenShadingLanguage, fueron utilizados como motor de texturizado.

## Aplicaciones
La biblioteca OpenImageIO viene con algunas aplicaciones que demuestran sus características:
- iconvert: convierte archivos de imagen de un formato a otro
- idiff: compara dos imágenes, imprime información sobre en qué se diferencian
- iinfo: imprime información básica (ancho y alto de la imagen y su profundidad de color) o detallada (metadatos) sobre la imagen dada
- igrep: busca imágenes con metadatos coincidentes
- iv - un simple reproductor de imágenes
- maketx - una herramienta de generación de mipmaps

## Formatos compatibles
A partir de enero de 2018, la biblioteca admite los siguientes formatos: OpenEXR, HDR / RGBE, TIFF, JPEG/JFIF, PNG, Truevision TGA, BMP, ICO, FITS, así como BMP, JPEG-2000, RMan Zfile, FITS, DDS, Softimage PIC, PNM, DPX, Cineon, IFF, Field3D, Ptex, Photoshop PSD, Wavefront RLA, SGI, WebP, GIF. Además, los archivos de video son compatibles con FFmpeg y los formatos de cámara sin procesar (formato Raw) son compatibles con LibRaw .